# Gare de Labarthe-Inard
Gare de Labarthe-Inard vasútállomás Franciaországban, Labarthe-Inard településen.

## Vasútvonalak
Az állomást az alábbi vasútvonalak érintik:
- Toulouse–Bayonne-vasútvonal

## Kapcsolódó állomások
A vasútállomáshoz az alábbi állomások vannak a legközelebb:
- Gare de Saint-Gaudens
- Gare de Lestelle